# Luca Amorosino
Luca Ambrosino (Roma, 10 gennaio 1968) è un attore italiano.

## Biografia
Dopo la laurea in Scienze umanistiche conseguita presso la Sapienza di Roma, si specializza in Arti e Scienze dello Spettacolo con una tesi sul metodo Strasberg. Studia poi recitazione con Beatrice Bracco al Trinity College di Dublino e commedia dell'arte. Inizia così la sua carriera nel teatro con registi come Marinella Anaclerio, Claudio Corbucci, Giacomo Ciarrapico. In televisione nel 1987 è protagonista di una puntata della serie tv Piazza Navona, tra il 1989 e il 1991 interpreta Sesto Cardarelli in Classe di ferro, tra il 1999 e il 2000 partecipa a Sei forte maestro e nel 2006 a Buttafuori.
Nel 2007 viene scelto nel cast di Boris dove ricopre il ruolo di Alfredo, l'aiuto regista, partecipando ai 42 episodi della serie, fino al 2010. Al cinema ricordiamo le sue interpretazioni nel cortometraggio Senza parole, diretto da Antonello De Leo, girato nel 1996 e candidato al Premio Oscar per il miglior cortometraggio, in Piovono mucche di Luca Vendruscolo nel 2002, in Eccomi qua di Giacomo Ciarrapico e in Boris - Il film nel 2011.

## Filmografia

### Cinema
- Quando finiranno le zanzare, regia di Giorgio Pandolfi (1994)
- Piovono mucche, regia di Luca Vendruscolo (2002)
- Eccomi qua, regia di Giacomo Ciarrapico (2002)
- Boris - Il film, regia di Giacomo Ciarrapico, Mattia Torre e Luca Vendruscolo (2011)
- Ogni maledetto Natale, regia di Giacomo Ciarrapico, Mattia Torre e Luca Vendruscolo (2014)
- Figli, regia di Giuseppe Bonito (2020)

### Televisione
- Piazza Navona – serie TV, 1 episodio (1988)
- Classe di ferro – serie TV (1989-1991)
- Quelli della speciale – serie TV, 11 episodi (1993)
- I ragazzi del muretto – serie TV, episodio 3x03 (1996)
- Il mastino – miniserie TV, 2 episodi (1998)
- La stagione dei delitti – serie TV, episodio 1x03 (2004)
- Buttafuori – serie TV, 4 episodi (2006)
- Boris – serie TV, 50 episodi (2007-2022)
- Liberi tutti – serie TV, 12 episodi (2019)